# Finnemore Peak
Der Finnemore Peak ist ein 2050 m hoher Berggipfel im ostantarktischen Viktorialand. In der Gruppe der Apocalypse Peaks ragt er am südlichen Ende des Gebirgskamms auf, der die Kopfenden des Wreath Valley und des Albert Valley voneinander trennt.
Das Advisory Committee on Antarctic Names benannte ihn 2005 nach der US-amerikanischen Geowissenschaftlerin Michelle Rogan Finnemore, die im antarktischen Winter 1990 als Teamleiterin bei der vom United States Geological Survey auf der Amundsen-Scott-Südpolstation durchgeführten geodätischen und seismologischen Messungen tätig und im Winter 1992 an Satellitenmessungen und Ionosphärenstudien der University of Texas at Austin auf der McMurdo-Station beteiligt war.